# Анастас Симеонов
Анастас Симеонов Костов Сиин е български комунистически деец.

## Биография
Роден е на 14 април 1891 година в костурското село Мокрени, тогава в Османската империя, днес Варико, Гърция. Негов баща е българският революционер Симеон Сиин, а чичо му е Никола Сиин. След разгрома на Илинденско-Преображенското въстание заедно със семейството си бяга в началото на 1905 година в Свободна България и се установява във Варна. По време на гимназиалното си обучение във Варна образува в есента на 1911 година с други деца от Македония първото македонско младежко дружество „Съзнание“, на което става председател. Взема участие в Първата световна война като офицер, но попада в плен в Леринско в 1919 година. Преместен е в Солун, от където успява да избяга. В 1927 година заминава за Мокрени, за да представлява мокренци пред Междусъюзническата контролна комисия.
Завръща се във Варна и се включва активно в комунистическото движение. Влиза в разузнавателна група, свързана със съветското консулство във Варна и става началник на подрайон в града.
Оставя ценни спомени за родния си край. Умира през 1958 година във Варна.